# Armen Sarkissian
Armen Sarkissian (in armeno Արմեն Սարգսյան?, Armen Sargsyan; in russo Арме́н Варда́нович Саркися́н?, Armén Vardánovič Sarkisjan; Erevan, 23 giugno 1952) è un politico e ambasciatore armeno, presidente dell'Armenia dal 2018 al 2022.

## Biografia
Nato a Erevan, nell'allora Armenia sovietica, si laureò in Fisica e matematica nella locale università. Tra il 1991 e il 1995 è stato ambasciatore nel Regno Unito, incarico per altro ricoperto anche nel biennio 1998-1999, e dal 2013 in poi. Ha ricoperto il ruolo di Primo ministro dell'Armenia dal novembre 1996 al marzo 1997, mentre tra il 1995 e il 1997 ha guidato la missione diplomatica armena presso l'Unione europea.

È membro della Global Leadership Foundation, un'organizzazione che lavora per sostenere la leadership democratica, prevenire e risolvere i conflitti attraverso la mediazione e promuovere il buon governo sotto forma di istituzioni democratiche, mercati aperti, diritti umani e mantenimento e ripristino dello stato di diritto. Lo fa mettendo a disposizione, con discrezione e fiducia, l'esperienza degli ex leader nei leader nazionali di oggi. È un'organizzazione senza fini di lucro composta da ex capi di governo, alti funzionari governativi e organizzazioni internazionali che lavorano a stretto contatto con i Capi di governo su questioni relative alla governance che li riguardano. 

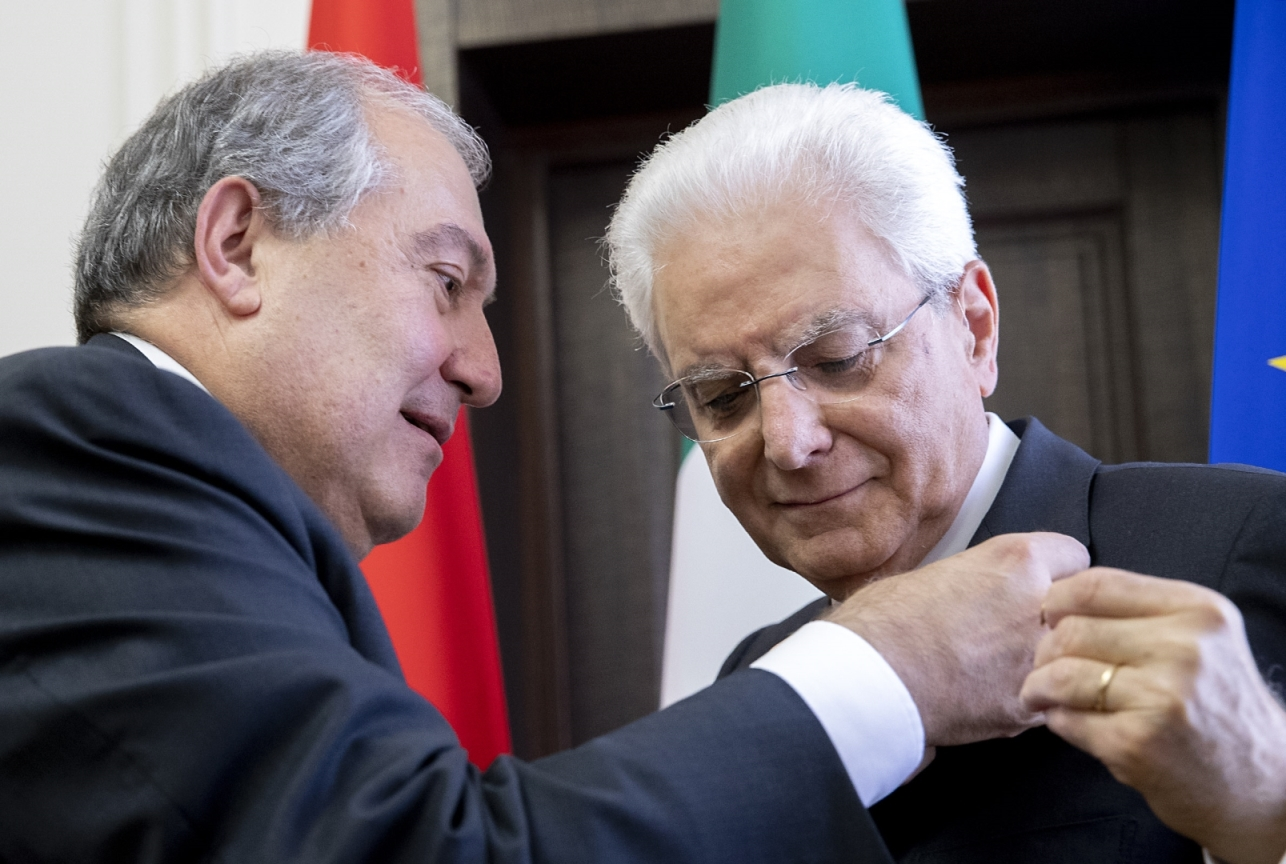
Il Presidente della Repubblica d'Armenia, Armen Sarkissian con il Presidente della Repubblica Italiana Sergio Mattarella

### Vita privata
È sposato con Nouneh Sarkissian, nata Darbinyan, la coppia ha due figli e tre nipoti.

## Cronologia
- Dal 1979 al 1984, Professore assistente della Cattedra di fisica teorica presso l'Università Statale di Erevan (URSS)
- Dal 1984 al 1985, Visiting Lecturer, presso l'Università di Cambridge
- Dal 1985 al 1992, docente della Cattedra di Fisica Teorica presso l'Università Statale di Erevan (URSS / Armenia),
- Dal 1990 al 1992, è stato Capo della Cattedra di Modellizzazione Computerizzata di Sistemi complessi di Università Statale di Yerevan,
- Dal 1992 al 1996, incaricato d’affari e ambasciatore straordinario e plenipotenziario presso il Regno Unito
- Dal 1993 al 1994, ambasciatore presso l’Unione europea,
- Dal 1995 al 1996, ambasciatore presso Belgio, Paesi Bassi e Città del Vaticano,
- Dal 1996 al 1997, Primo Ministro della Repubblica di Armenia,
- Dal 1998 al 2000, ambasciatore straordinario e plenipotenziario presso il Regno Unito
- Nel 2000 è stato il Fondatore dell'organizzazione no-profit internazionale Eurasia House
- Dal 2001 al 2013 ha ricoperto vari incarichi presso le compagnie British Petroleum, Alcatel e Telefónica.
- Dal 2014 al 2018 ambasciatore straordinario e plenipotenziario presso la Repubblica d'Irlanda
- Dal 2018 al 2022 Presidente della Repubblica